# Riksväg 63
Der Riksväg 63 ist eine schwedische Fernverkehrsstraße in Värmlands, Västmanlands län und Dalarnas län.

## Verlauf
Die Straße zweigt in Karlstad vom Europaväg 18 ab und verläuft nach Nordosten über Molkom und Filipstad, von dort über 19 km gemeinsam mit dem Riksväg 26 bis Persberg und weiter über Hällefors nach Kopparberg.  Von Kopparberg verläuft sie gemeinsam mit dem Riksväg 50 über Grängesberg nach Ludvika. 
Die Länge der Straße beträgt von Karlstad bis Kopparberg rund 132 km, davon 10 km gemeinsam mit dem Riksväg 26. Der gemeinsame Abschnitt mit dem Riksväg 50 ist 41 km lang.